# Burt Boutin
Burt Boutin (* 18. November 1967 in Lansdale, Pennsylvania) ist ein professioneller US-amerikanischer Pokerspieler. Er ist zweifacher Braceletgewinner der World Series of Poker.

## Pokerkarriere

### Werdegang
Seinen ersten Erfolg im Pokerzirkus erlangte Boutin im Jahr 1999, als er in Las Vegas ein Turnier der Variante Pot Limit Hold’em und zugleich 72.000 US-Dollar gewann. 2001 spielte er das erste Mal bei der World Series of Poker (WSOP) und ihm gelang auf Anhieb der Sieg bei einem Event in Pot Limit Hold’em. Bis zum Jahr 2006 gelangen ihm lediglich durchschnittliche Ergebnisse bei Turnieren. Im Juni 2006 belegte er den zweiten Platz beim Main Event der World Poker Tour im Mandalay Bay Resort and Casino und er gewann mehr als 600.000 US-Dollar. Bei der WSOP 2007 gewann Boutin ein Pot Limit Omaha Rebuy und bezwang am Finaltisch unter anderem John Juanda, Dave Ulliott und Humberto Brenes, wofür er knapp 870.000 US-Dollar sowie sein zweites Bracelet erhielt. Seitdem blieben größere Turniererfolge aus. Boutin ist dafür bekannt etwas hyperaktiv am Pokertisch zu agieren. Er trinkt Red Bull und erhielt dafür auch seinen Spitznamen.
Insgesamt hat sich Boutin mit Poker bei Live-Turnieren knapp 2,5 Millionen US-Dollar erspielt.

### Braceletübersicht
Boutin kam bei der WSOP 21-mal ins Geld und gewann zwei Bracelets:
| Jahr | Buy-in (in $) | Turnier                 | Teilnehmer | Preisgeld (in $) |
| ---- | ------------- | ----------------------- | ---------- | ---------------- |
| 2001 | 2000          | Pot Limit Hold’em       | 270        | 193.800          |
| 2007 | 5000          | Pot Limit Omaha (Rebuy) | 145        | 868.745          |